# Omissy
Omissy est une commune française située dans le département de l'Aisne, en région Hauts-de-France.

## Géographie
La commune se situe dans l'Aisne (Hauts-de-France), près de Saint-Quentin.

### Communes limitrophes
| Lehaucourt | Lesdins       |          |
| Fayet      | Omissy        | Morcourt |
|            | Saint-Quentin | Rouvroy  |

### Hydrographie

#### Réseau hydrographique
La commune est située dans le bassin Artois-Picardie. Elle est drainée par le canal de St-Quentin vers la Somme le canalisée, le fossé des fontaine ferree, le fossé Saint-Claude et un autre petit cours d'eau.
Le canal de Saint-Quentin, long de 92,5 km, assure la jonction entre l'Oise, la Somme et l'Escaut et met en relation le Bassin parisien, le Nord de la France et la Belgique.

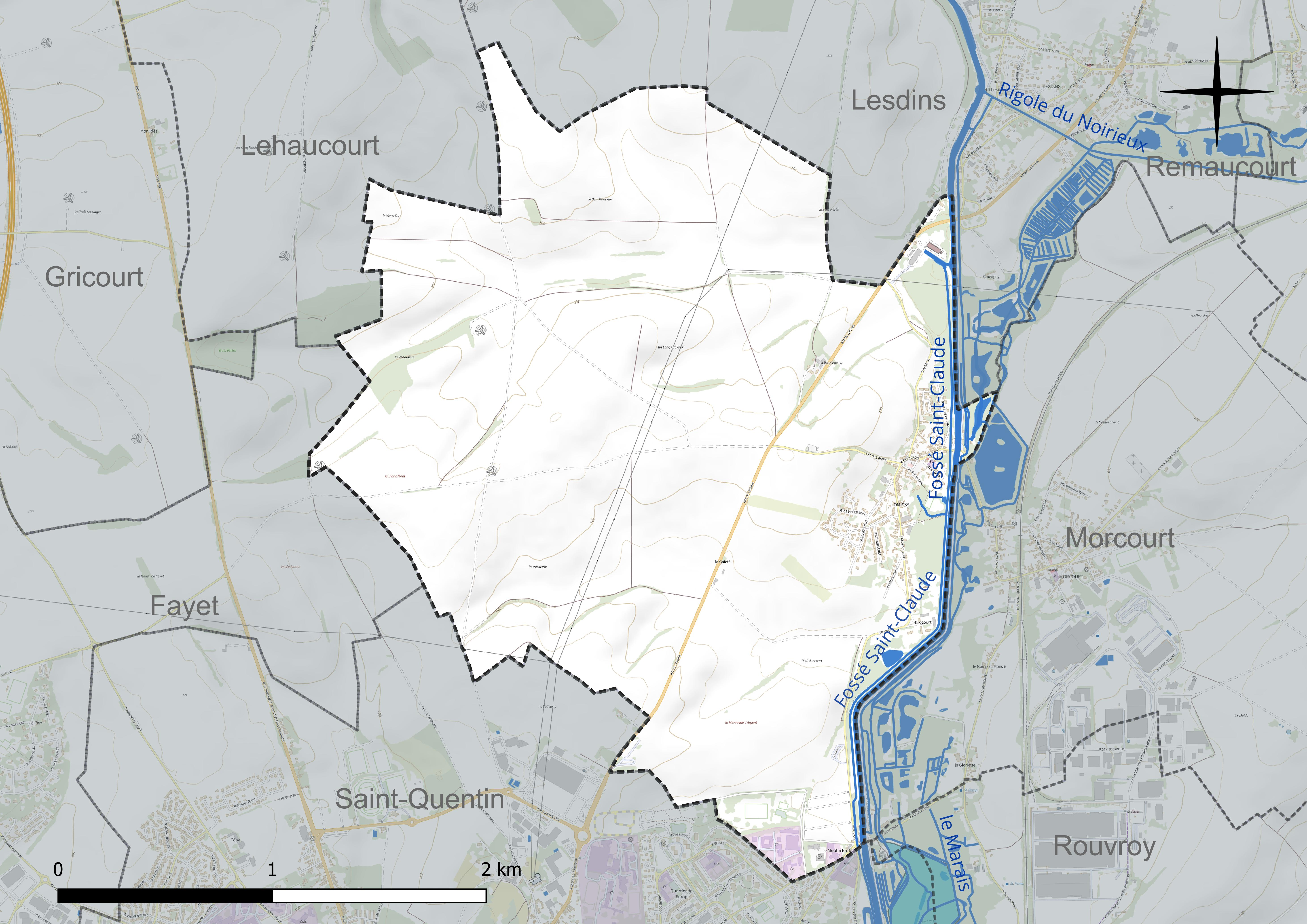
Réseau hydrographique d'Omissy.

#### Gestion et qualité des eaux
Le territoire communal est couvert par le schéma d'aménagement et de gestion des eaux (SAGE) « Haute Somme ». Ce document de planification concerne un territoire de 1 798 km2 de superficie, délimité par le bassin versant de la Haute Somme est constitué d'un réseau hydrographique complexe de cours d'eau, de marais, d'étangs et de canaux. Le périmètre a été arrêté le 21 avril 2006 et le SAGE proprement dit a été approuvé le 15 juin 2017. La structure porteuse de l'élaboration et de la mise en œuvre est le syndicat mixte d'aménagement hydraulique du bassin versant de la Somme (AMEVA).
La qualité des cours d'eau peut être consultée sur un site dédié géré par les agences de l'eau et l'Agence française pour la biodiversité.

### Climat
Pour des articles plus généraux, voir Climat des Hauts-de-France et Climat de l'Aisne.
En 2010, le climat de la commune est de type climat océanique dégradé des plaines du Centre et du Nord, selon une étude du CNRS s'appuyant sur une série de données couvrant la période 1971-2000. En 2020, Météo-France publie une typologie des climats de la France métropolitaine dans laquelle la commune est dans une zone de transition entre le climat océanique et le climat océanique altéré et est dans la région climatique Nord-est du bassin Parisien, caractérisée par un ensoleillement médiocre, une pluviométrie moyenne régulièrement répartie au cours de l'année et un hiver froid (3 °C).
Pour la période 1971-2000, la température annuelle moyenne est de 10,2 °C, avec une amplitude thermique annuelle de 15,1 °C. Le cumul annuel moyen de précipitations est de 710 mm, avec 12,5 jours de précipitations en janvier et 9 jours en juillet. Pour la période 1991-2020, la température moyenne annuelle observée sur la station météorologique la plus proche, située sur la commune de Fontaine-lès-Clercs à 10 km à vol d'oiseau, est de 10,8 °C et le cumul annuel moyen de précipitations est de 683,4 mm,. Pour l'avenir, les paramètres climatiques de la commune estimés pour 2050 selon différents scénarios d'émission de gaz à effet de serre sont consultables sur un site dédié publié par Météo-France en novembre 2022.

## Urbanisme

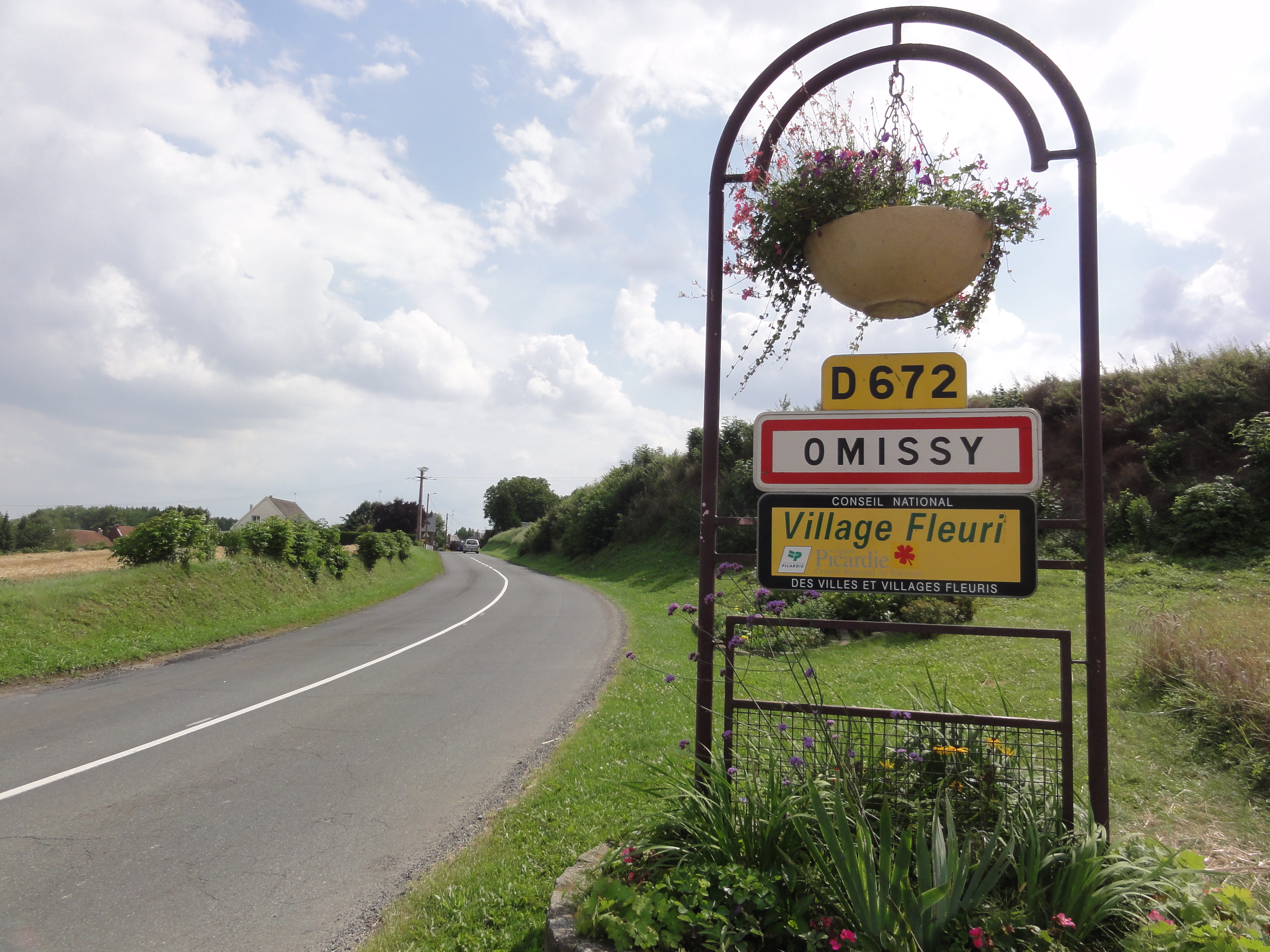
Entrée d'Omissy.

### Typologie
Au 1er janvier 2024, Omissy est catégorisée ceinture urbaine, selon la nouvelle grille communale de densité à 7 niveaux définie par l'Insee en 2022.
Elle est située hors unité urbaine. Par ailleurs la commune fait partie de l'aire d'attraction de Saint-Quentin, dont elle est une commune de la couronne,. Cette aire, qui regroupe 120 communes, est catégorisée dans les aires de 50 000 à moins de 200 000 habitants,.

### Occupation des sols
L'occupation des sols de la commune, telle qu'elle ressort de la base de données européenne d'occupation biophysique des sols Corine Land Cover (CLC), est marquée par l'importance des territoires agricoles (89,1 % en 2018), en augmentation par rapport à 1990 (88,2 %). La répartition détaillée en 2018 est la suivante : 
terres arables (89,1 %), zones urbanisées (7,5 %), forêts (2,8 %), zones industrielles ou commerciales et réseaux de communication (0,3 %), eaux continentales (0,3 %).
L'évolution de l'occupation des sols de la commune et de ses infrastructures peut être observée sur les différentes représentations cartographiques du territoire : la carte de Cassini (XVIIIe siècle), la carte d'état-major (1820-1866) et les cartes ou photos aériennes de l'IGN pour la période actuelle (1950 à aujourd'hui).

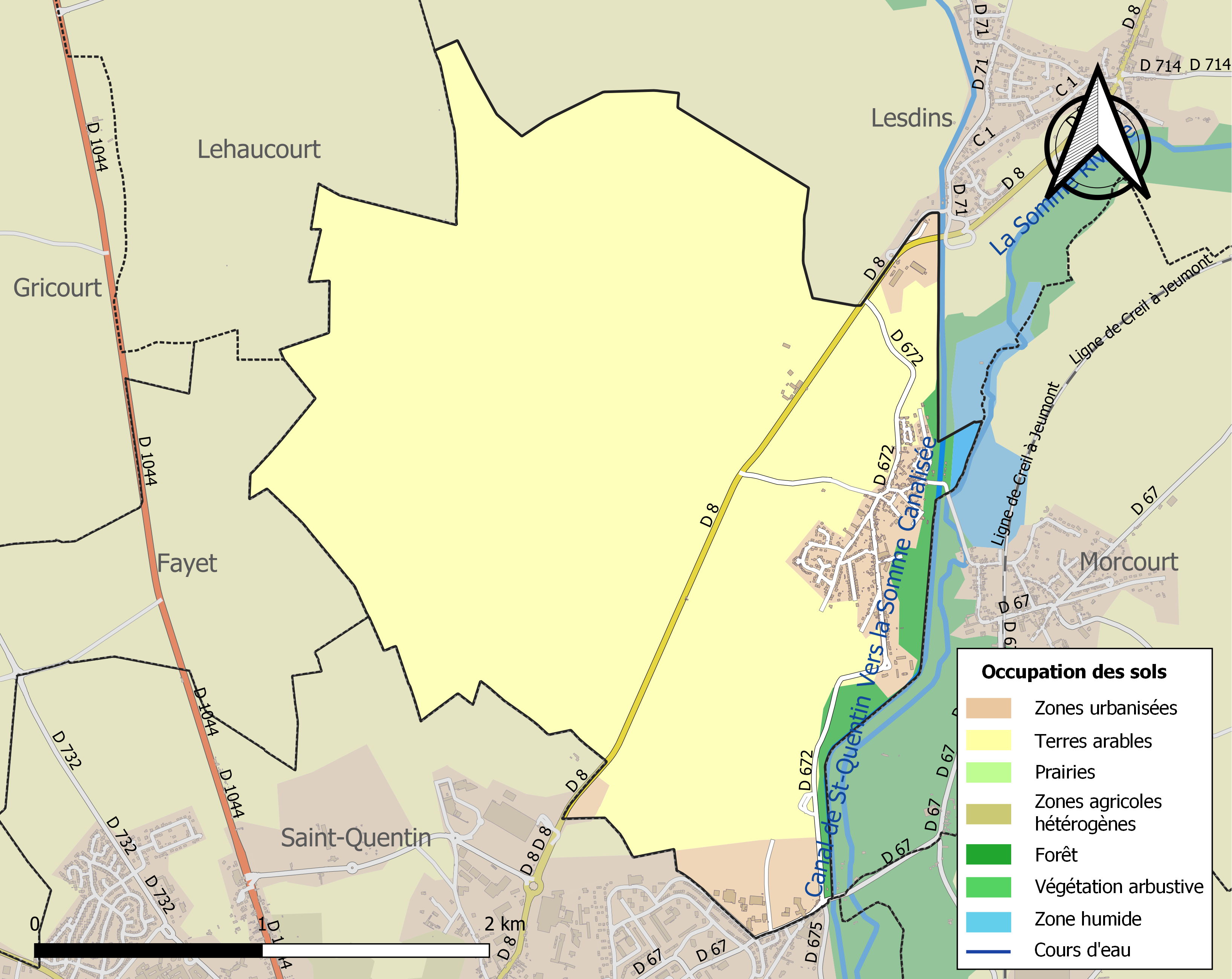
Carte de l'occupation des sols de la commune en 2018 (CLC).

## Toponymie
Le village apparaît pour la première fois en 1045 sous le nom de Ulmiceium. L'orthographe variera encore : Hulmiciacum, Oumissi, Omissi, Omicy puis Omissy, l'orthographe actuelle, sur la carte de Cassini
.
Peut-être du latin ulmus « orme » et du suffixe -icus (celui de *ulm -iss -ellus de ormissel, ormetiel « ormeau », et du suffixe collectif -etum : Ulmiceium donne bien Omissy ; -eium, -iacum seraient de mauvaises latinisations de oïl -ei (latin -etum), « bois d'orme ».

## Histoire
|  |
|  |
|  |

 Carte de Cassini 
 
La carte de Cassini ci-contre montre qu'au milieu du XVIIIe siècle, Omissy est une paroisse située sur la rive droite de la Somme. Une importante retenue d'eau avait été créée pour faciliter la pêche. Au sud, le hameau de Brocourt, qui s'était appelé Brovecurt en 1110, Molendium de Brocourt puis Braulcourt et qui comportait deux fermes qui avaient autrefois appartenu à l'abbaye de Saint-Prix, appartenait à Omissy. Avec les nombreuses habitations qui se sont implantées, la ferme de Brocourt est de nos jours reliée au village.
 Canal de Saint-Quentin 

Inauguré en 1810 par Napoléon, le canal de Saint-Quentin apporta un important essor économique au village avec la création d'une écluse et  d'un quai de chargement. La population doubla pratiquement en 40 ans, passant de 219 habitants en 1806 à en 1846.

L'ancienne ligne de chemin de fer du Cambrésis

La ligne de chemin de fer du Cambrésis a fonctionné de 1892 à 1954. Chaque jour, 6 trains partis de la gare du Cambrésis à Saint-Quentin, s'arrêtaient à Omissy et partaient en direction de Cambrai et 6 autres venaient de Cambrai pour se diriger vers Saint-Quentin (voir les horaires).

Première Guerre mondiale

Après la bataille des frontières du  7 au 24 août 1914, devant les pertes subies, l'état-major français décide de battre en retraite depuis la Belgique. Le 28 août 1914, les Allemands s'emparent du village et poursuivent leur route vers l'ouest. Dès lors commença l'occupation  qui dura jusqu'en octobre 1918. Pendant toute cette période, Omissy restera loin des combats, le front se situant à une quarantaine de kilomètres à l'ouest vers Péronne. Le village servira de base arrière pour l'armée allemande.

En février 1917, le général Hindenburg décida de la création d'une ligne défense à l'arrière du front ; cette ligne Hindenburg de fortifications s'appuie sur le canal de Saint-Quentin. Omissy est dons située juste à l'avant de cette ligne. La population est totalement évacuée, une partie à Sars-Poteries, dans le Nord, les autres à Rouy-le-Petit dans la Somme. 

En septembre 1918, devant l'offensive des Alliés sur le front les Allemands cèdent du terrain peu à peu. Le 30 septembre, les troupes anglo-françaises se heurtent à l'armée allemande. Pendant plusieurs jours, le village sera l'objet de nombreux combats. Le 4 octobre 1918, le 7e bataillon de Chasseurs alpins (BCA) s'empare de ce qui reste du village mais est pris sous le feu ennemi d'une trentaine de mitrailleuses allemandes situées dans la tranchée des Huîtres et celle du Hanneton, qui court de la femme du Tilloy à l'actuelle zone industrielle de Rouvroy. Afin de permettre l'avancée vers Guise, le bataillon doit déloger les Allemands de la ferme du Tilloy. La bataille dura quatre jours et coûta 36 morts et 150 blessés français.

Au cours de ces combats, les bombardements ont provoqué de nombreuses destructions.

Après l'Armistice, peu à peu, les habitants évacués sont revenus, mais la population de 496 habitants en 1911 ne sera plus que de 215 en 1921, soit moins de la moitié.

Vu les souffrances endurées par la population pendant les quatre années d'occupation et les dégâts aux constructions, la commune s'est vu décerner la Croix de guerre 1914-1918 (France) le 17 octobre 1920.

Sur le monument aux morts sont inscrits les noms des 24 soldats de la commune Morts pour la France ainsi que de 6
victimes civiles.

## Politique et administration

La communauté d'agglomération du Saint-Quentinois dans le département de l'Aisne.

### Rattachements administratifs et électoraux
La commune se trouve dans l'arrondissement de Saint-Quentin du département de l'Aisne. Pour l'élection des députés, elle fait partie de la deuxième circonscription de l'Aisne.
Elle faisait partie depuis 1801 du canton de Saint-Quentin. Celui-ci a été scindé par décret du 23 juillet 1973 et la commune rattachée au canton de Saint-Quentin-Nord. Dans le cadre du redécoupage cantonal de 2014 en France, elle est désormais intégrée au canton de Saint-Quentin-2.

### Intercommunalité
La commune faisait partie de la communauté d'agglomération de Saint-Quentin, créée fin 1999 et qui succédait au district de Saint-Quentin, créé le 9 février 1960, rassemblant à l'origine 11 communes afin notamment de créer et développer des zones industrielles.
Dans le cadre des dispositions de la loi portant nouvelle organisation territoriale de la République (Loi NOTRe) du 7 août 2015, qui prévoit que les établissements publics de coopération intercommunale (EPCI) à fiscalité propre doivent avoir un minimum de 15 000 habitants (sous réserve de certaines dérogations bénéficiant aux territoires de très faible densité), le préfet de l'Aisne a adopté un nouveau schéma départemental de coopération intercommunale par arrêté du 30 mars 2016 qui prévoit notamment la fusion de la  communauté de communes du canton de Saint-Simon et de la communauté d'agglomération de Saint-Quentin, aboutissant au regroupement de 39 communes comptant 83 287 habitants.
Cette fusion est intervenue le 1er janvier 2017, et la commune est désormais membre de la communauté d'agglomération du Saint-Quentinois.

### Liste des maires
| Période                                  | Période                       | Identité            | Étiquette | Qualité                                                             |
| ---------------------------------------- | ----------------------------- | ------------------- | --------- | ------------------------------------------------------------------- |
| Les données manquantes sont à compléter. |                               |                     |           |                                                                     |
| en 1917                                  |                               | Émile Moyaux        |           |                                                                     |
| 1921                                     |                               | Gaston Lobjois      |           |                                                                     |
| Les données manquantes sont à compléter. |                               |                     |           |                                                                     |
| 1988                                     | mars 2014                     | Jean-Michel Laurent |           | Directeur retraité d'une entreprise de transport Décédé en fonction |
| mars 2014                                | En cours (au 13 juillet 2020) | Christophe François | SE        | Professeur Réélu pour le mandat 2020-2026                           |

### Politique environnementale
Ville fleurie : une fleur attribuée en 2007 ainsi notamment qu'en 2013 par le Conseil des Villes et Villages Fleuris de France au Concours des villes et villages fleuris.

## Population et société

### Démographie
L'évolution du nombre d'habitants est connue à travers les recensements de la population effectués dans la commune depuis 1793. Pour les communes de moins de 10 000 habitants, une enquête de recensement portant sur toute la population est réalisée tous les cinq ans, les populations de référence des années intermédiaires étant quant à elles estimées par interpolation ou extrapolation. Pour la commune, le premier recensement exhaustif entrant dans le cadre du nouveau dispositif a été réalisé en 2008.

En 2022, la commune comptait 679 habitants, en évolution de −3,55 % par rapport à 2016 (Aisne : −1,97 %, France hors Mayotte : +2,11 %).
| 1793 | 1800 | 1806 | 1821 | 1831 | 1836 | 1841 | 1846 | 1851 |
| ---- | ---- | ---- | ---- | ---- | ---- | ---- | ---- | ---- |
| 201  | 208  | 219  | 239  | 245  | 269  | 293  | 419  | 365  |

| 1856 | 1861 | 1866 | 1872 | 1876 | 1881 | 1886 | 1891 | 1896 |
| ---- | ---- | ---- | ---- | ---- | ---- | ---- | ---- | ---- |
| 425  | 424  | 464  | 437  | 430  | 396  | 424  | 413  | 420  |

| 1901 | 1906 | 1911 | 1921 | 1926 | 1931 | 1936 | 1946 | 1954 |
| ---- | ---- | ---- | ---- | ---- | ---- | ---- | ---- | ---- |
| 435  | 496  | 496  | 215  | 331  | 366  | 321  | 325  | 351  |

| 1962 | 1968 | 1975 | 1982 | 1990 | 1999 | 2006 | 2008 | 2013 |
| ---- | ---- | ---- | ---- | ---- | ---- | ---- | ---- | ---- |
| 362  | 345  | 614  | 697  | 754  | 745  | 841  | 814  | 720  |

| 2018 | 2022 | - | - | - | - | - | - | - |
| ---- | ---- | - | - | - | - | - | - | - |
| 724  | 679  | - | - | - | - | - | - | - |

## Culture locale et patrimoine

### Lieux et monuments
- Église Sainte-Croix, reconstruite par Louis Brassart-Mariage à son emplacement actuel face à la mairie après la Première Guerre mondiale[30].

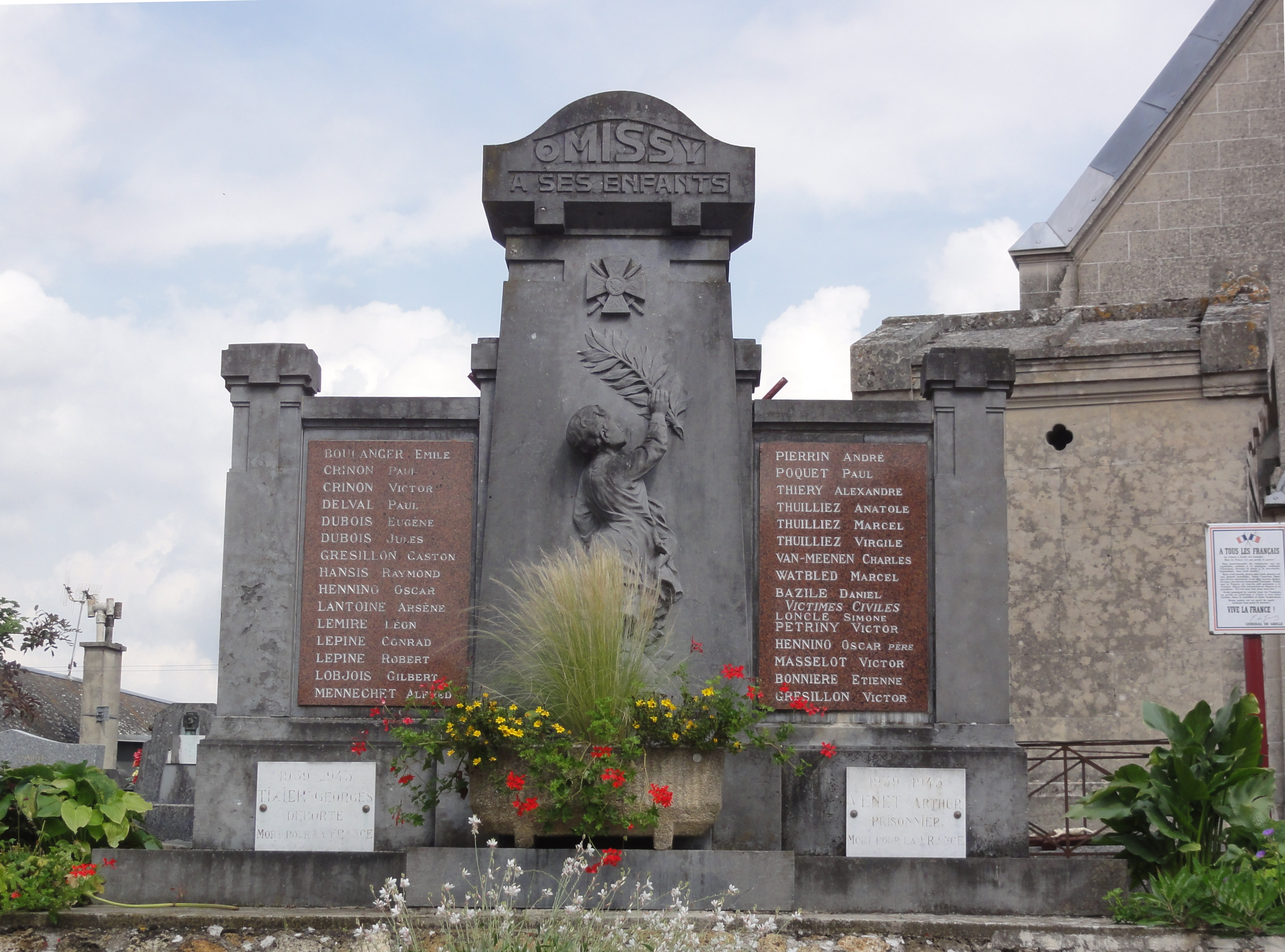
Monument aux morts.
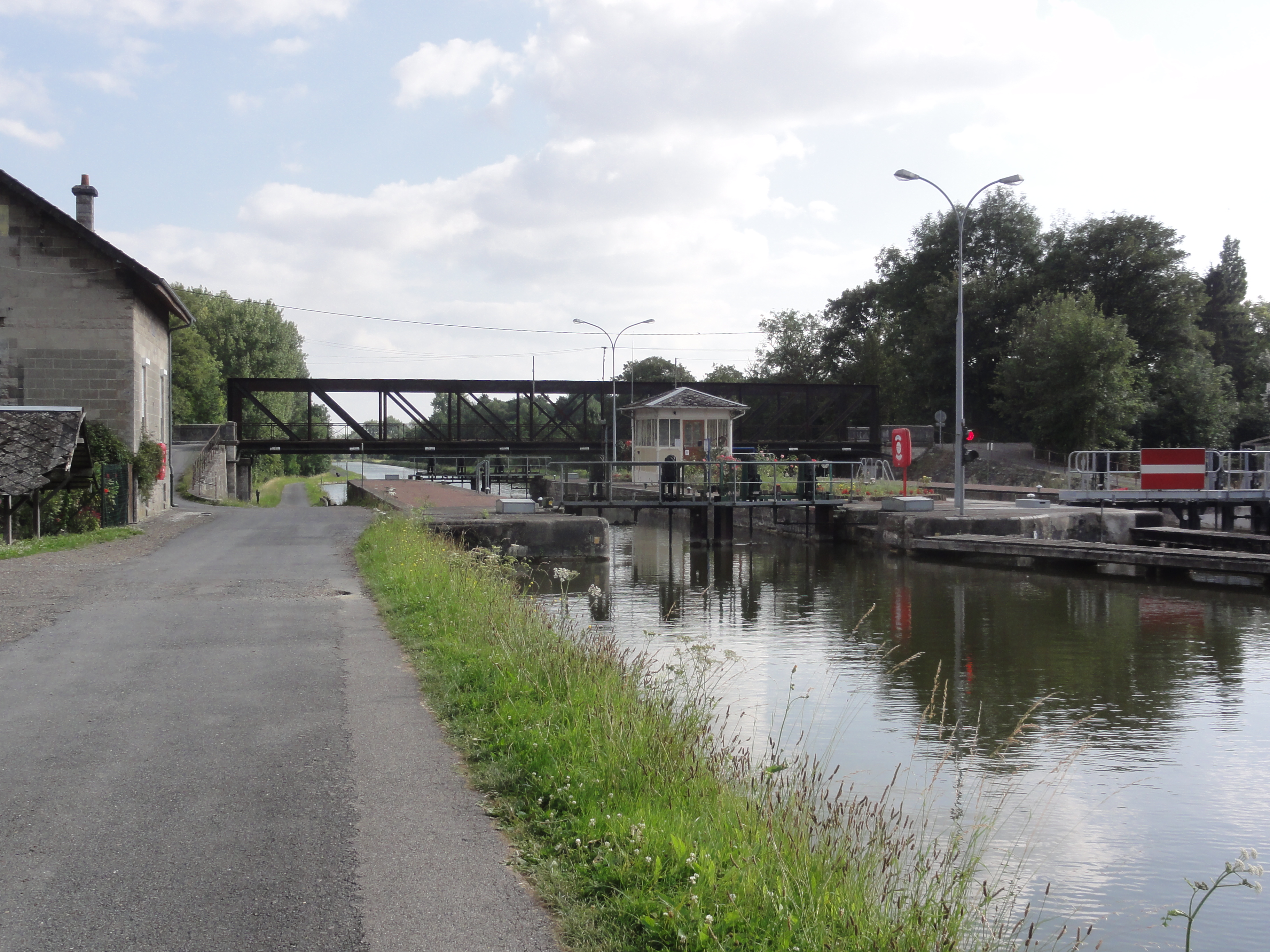
Canal de Saint-Quentin.

- Monument aux morts.
- Écluse no 20 du canal de Saint-Quentin.

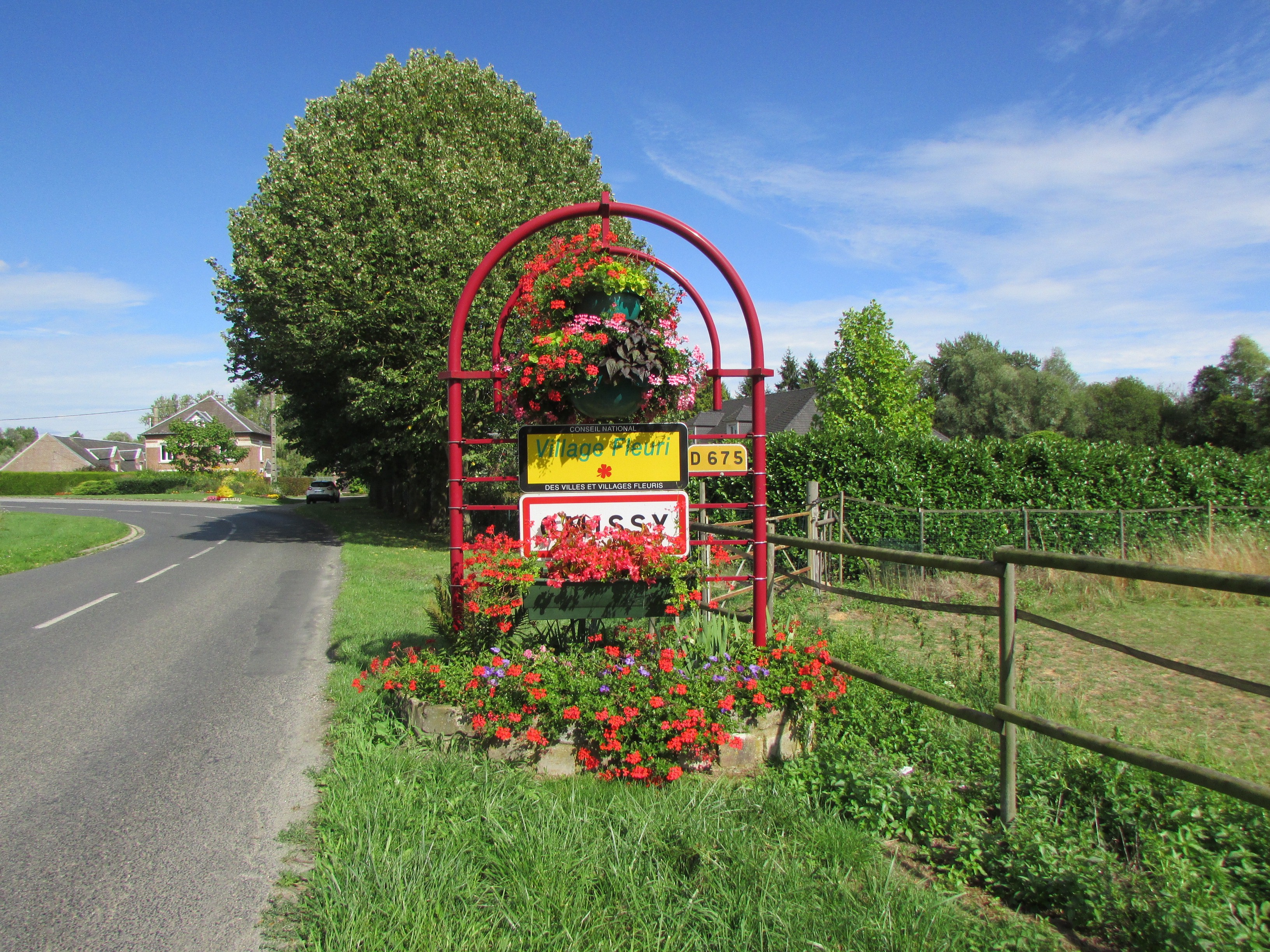
Omissy, village fleuri.
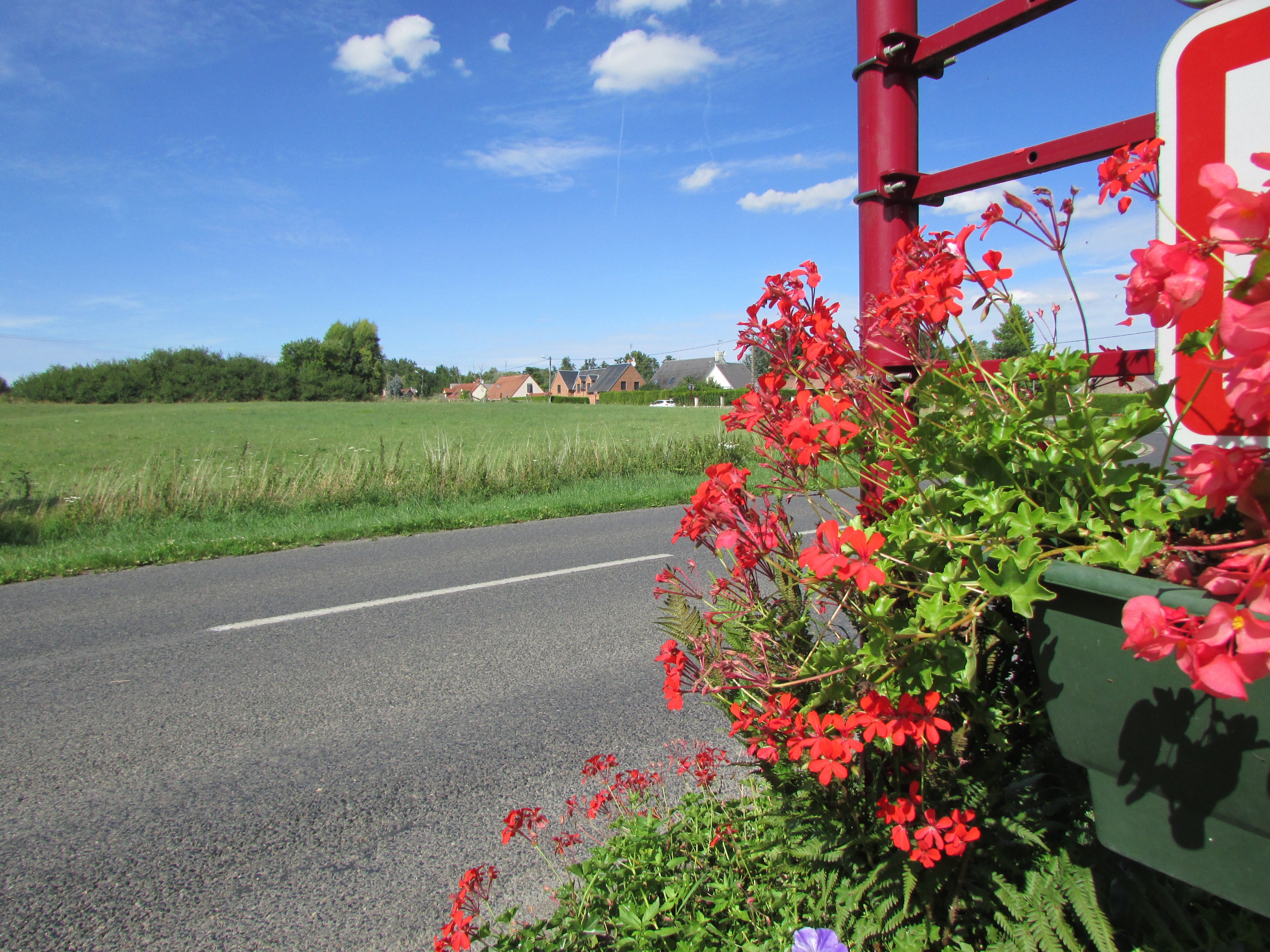
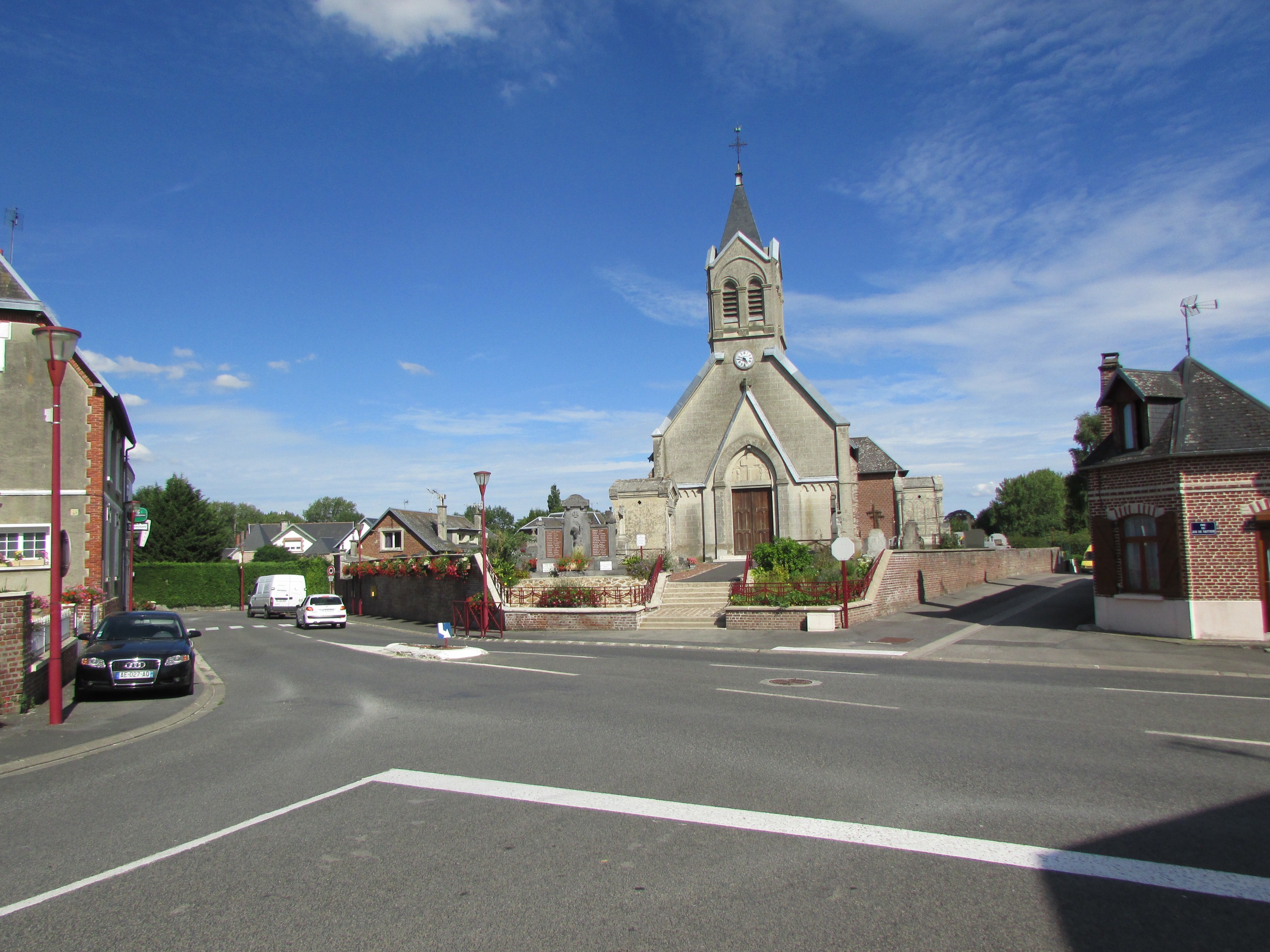
L'église.
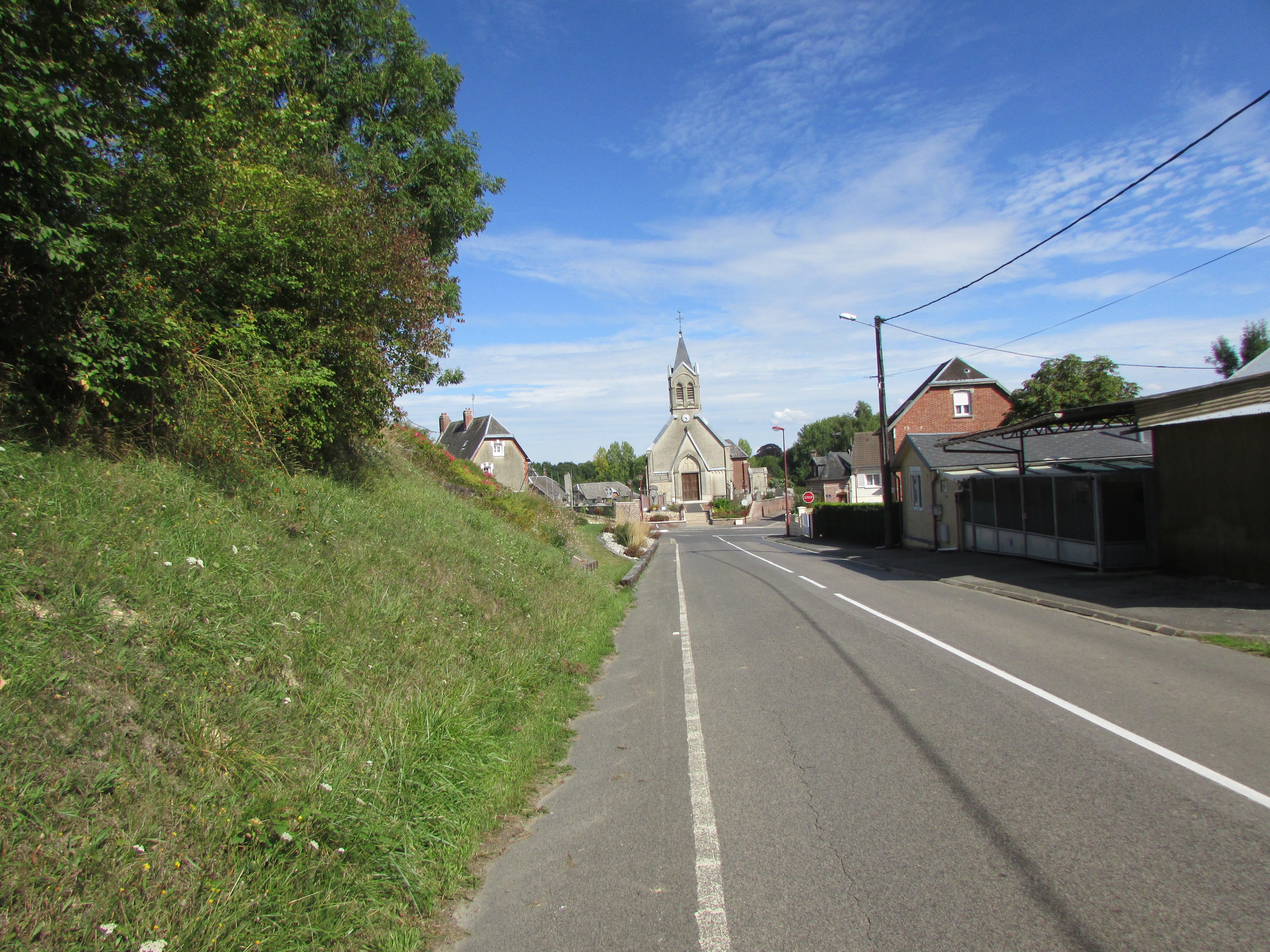
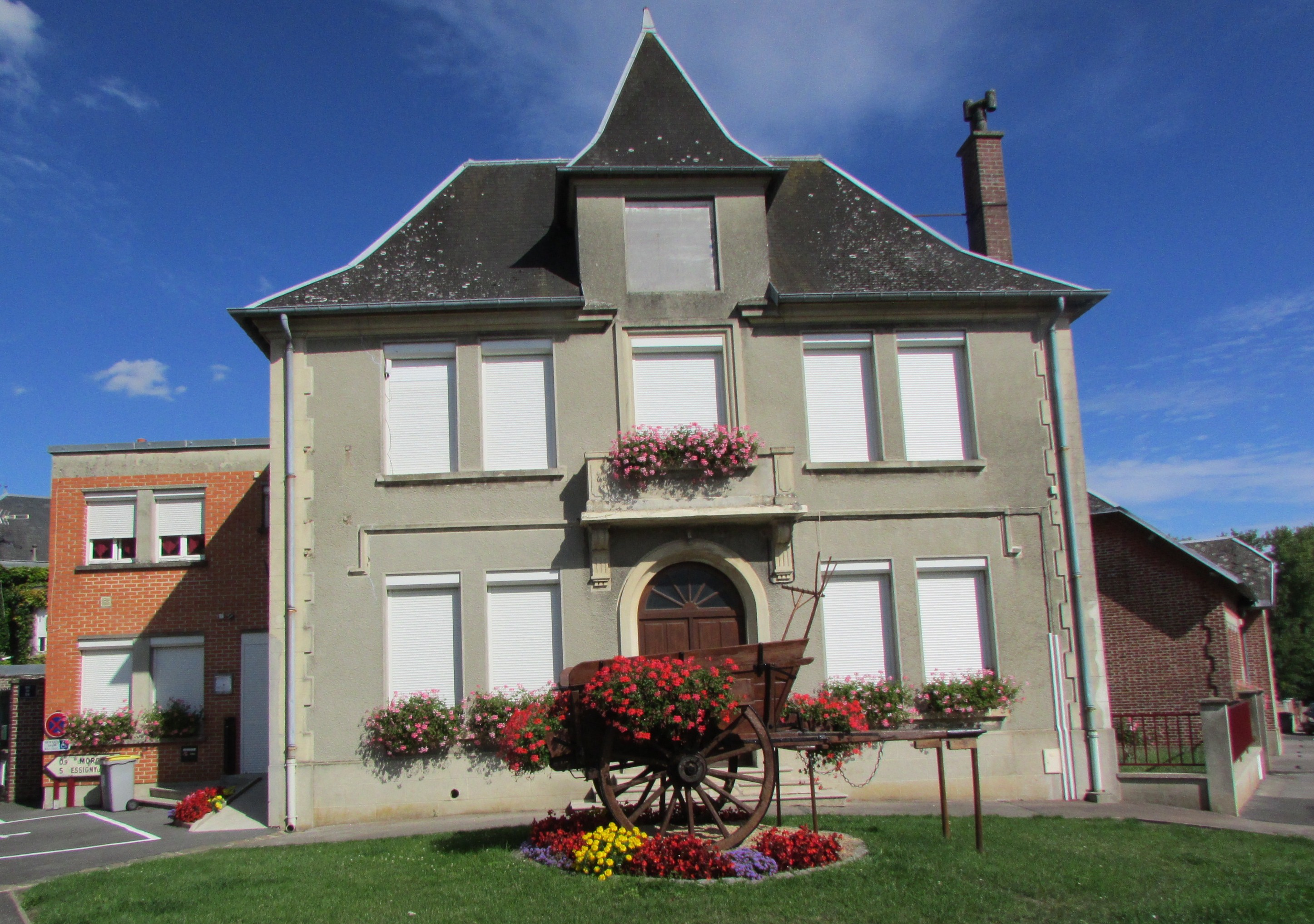
La mairie.
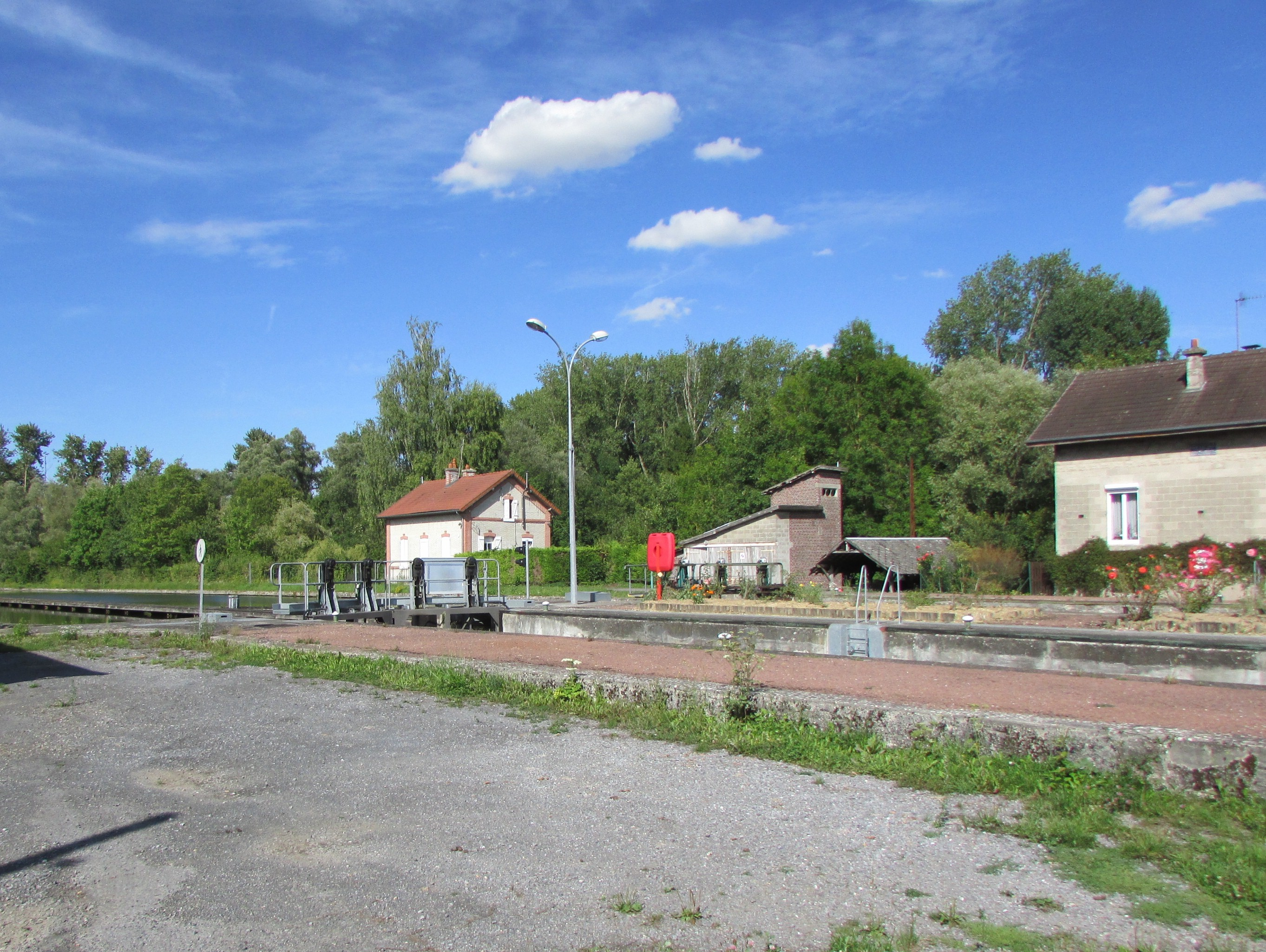
Vue de l'écluse no 20.
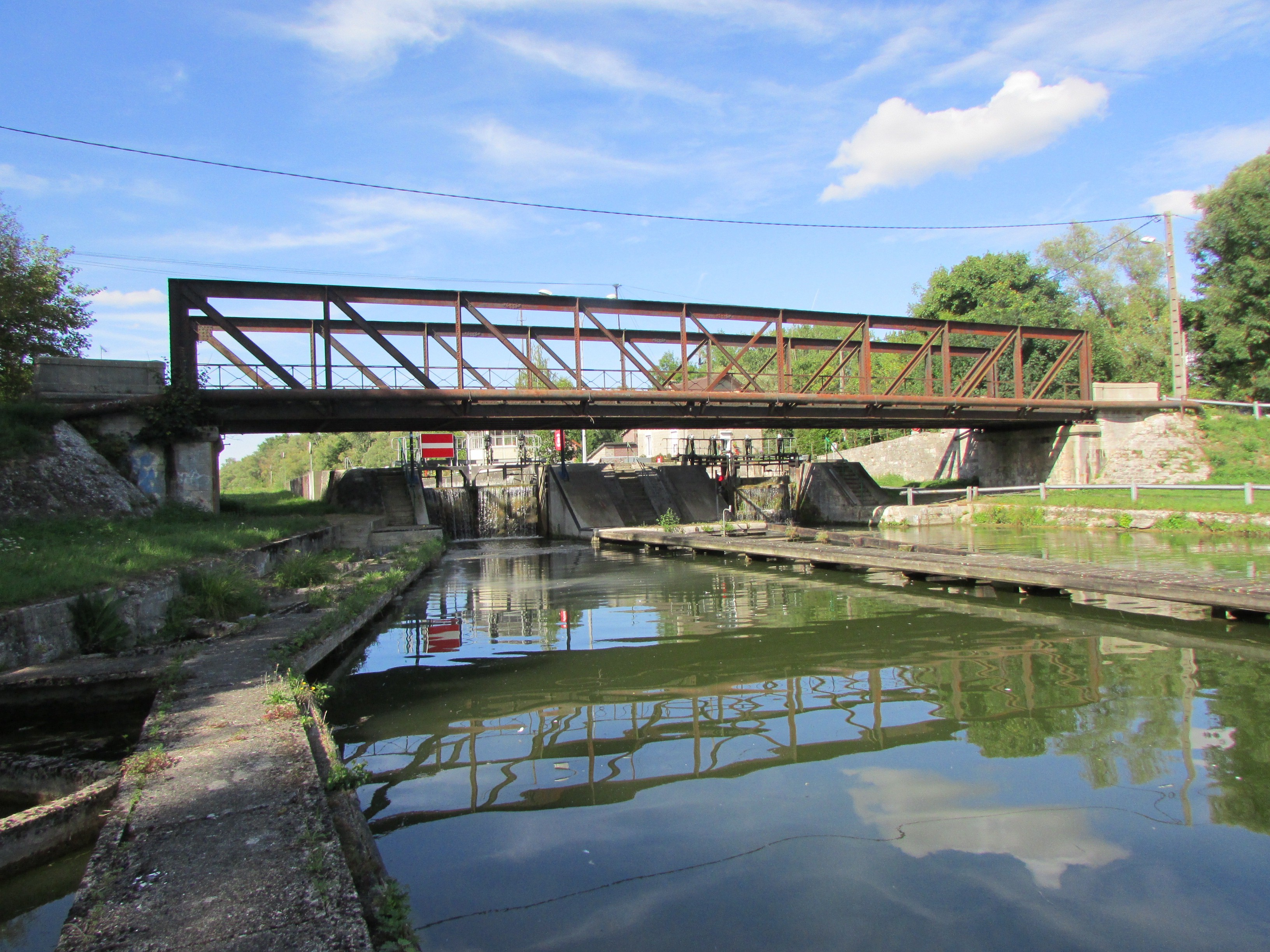
Vue de l'écluse no 20.

### Personnalités liées à la commune
- La famille du capitaine Dreyfus aida la reconstruction du village après la Première Guerre mondiale par le don d'un tracteur Titan, du linge, des vêtements, des meubles, des fournitures scolaires[30].